# Центральная вертолётная станция Манхэттена
Центральная вертолётная станция Манхэттена (англ. Downtown Manhattan Heliport) — вертодром в Нижнем Манхэттене, выдающийся в пролив Ист-Ривер.
Вертодром находится на 6-м пирсе Манхэттена напротив мемориального парка Вьетнам-Ветеранс-Плаза. Он был открыт 8 декабря 1960 года. На тот момент вертодром сочетал в себе самые передовые технологии и стал первой вертолётной станцией, сертифицированной управлением FAA для пассажирских перевозок. В 1980—1986 годах вертодром находился на реконструкции. В те годы вертолётная площадка была перенесена в район Бэттери-Парк-сити.
Площадь вертодрома составляет 7800 м². Он состоит из двух площадок. Длина основной составляет 168 м, ширина — 26 м; длина дополнительной — 91 м, ширина — 26 м. Одновременно вертодром может принято до 12 вертолётов массой не выше 22,7 тонн. Парковка при нём рассчитана на 18 автомобилей. Вертодром оснащён системой МСП, усовершенствованной системой связи. Он способен принимать вертолёты в любую погоду и время суток. Также у вертодрома имеется полуавтоматическая пенная система пожаротушения.
Услугами вертодрома пользуются такие компании, как DHL Aviation и Dow Jones & Company.
Вертодром активно используется для оперативной перевозки пассажиров до крупных авиаузлов. Время подлёта до аэропорта Ньюарка и Ла Гуардия составляет 7 минут, до аэропорта JFK и Тетерборо — 8 минут. Авиарейсы между аэропортом JFK и вертодромом осуществляются посредством вертолётов Sikorsky S-76 каждые полчаса.
|  |